# Heimkehr (Werefkin)
Heimkehr ist der Titel eines Gemäldes, das die russische Künstlerin Marianne von Werefkin malte. Das Werk gehört zum Bestand einer Privatsammlung und wurde 1980 zum ersten Mal publiziert.

## Technik, Maße und Datierung
Bei der Darstellung handelt es sich um eine Temperamalerei in
Mischtechnik auf Pappe, 55 × 75 cm im Querformat. Es gibt eine vorausgegangene farbige Gouache in der Fondazione Marianne Werefkin (FMW) in Ascona im Skizzenbuch a/24, das 1907 datiert ist.

## Ikonografie
Das Bild zeigt auf der linken Seite einen schier endlosen Weg, der mit verschiedenen mehr oder weniger ausgeprägten Windungen in ein
Gebirge hinaufführt. Dieser biegt an zwei Bergspitzen, die vom oberen Bildrand angeschnitten werden, nach rechts ab.
Farblich ist die Malerei horizontal in markanter Weise zweigeteilt. Das obere Drittel ist von der im Westen untergehenden Sonne in einem hellen Braunrosa beleuchtet. Dagegen sind die unteren zwei Drittel in einem schmutzigen Blaugrau
verschattet und zeigen wenig differenzierte Felsbrocken und Geröll. Mit dem harten Aufeinandertreffen von Hell und Dunkel hat die Malerin augenscheinlich die Baumgrenze verdeutlicht.

## Der Heimkehrer
Auf dem recht schmalen und steil ansteigenden Saumpfad, der weder als Wanderweg ausgewiesen, noch breit genug ist, um einen Säumer mitsamt einem Tragtier oder einer Packziege aufzunehmen, bewegt sich schweren Schrittes ein Mann bergauf. Er ist dunkel gekleidet, trägt einen Hut mit Krempe und robuste
Schuhe. Nach vorn gebeugt, befördert er eine schwere Last. Links geschultert, hat er sie in einem großen Sack verstaut. Wo das Zuhause des „Heimkehrers“ zu suchen ist, zeigt Werefkin in ihrem Bild nicht. Auf seinem beschwerlichen Nachhauseweg wird der „Heimkehrer“ von einem auf dem Bauch liegenden, blauen Ungeheuer mit roten Augen verfolgt. Auf der
rechten Bildseite duckt es sich als Fabelwesen an der Waldgrenze tief ins Gelände.